# Hieracium inuloides
Hieracium inuloides es una especie de planta con flor del género Hieracium, de la familia Asteraceae, orden Asterales.

## Distribución
Hieracium inuloides se distribuye por Austria, Checoslovaquia, Francia, Alemania, Gran Bretaña, Irlanda, Italia, Cáucaso Norte, Noruega, Polonia, Rumania, España, Suiza, Transcáucaso, Turquía y Ucrania.

## Taxonomía
Fue descrita científicamente por Tausch.
Tratamiento taxonómico
La especie aparece registrada y publicada en Flora 20 (1, Beibl.).